# 二輝橄欖岩

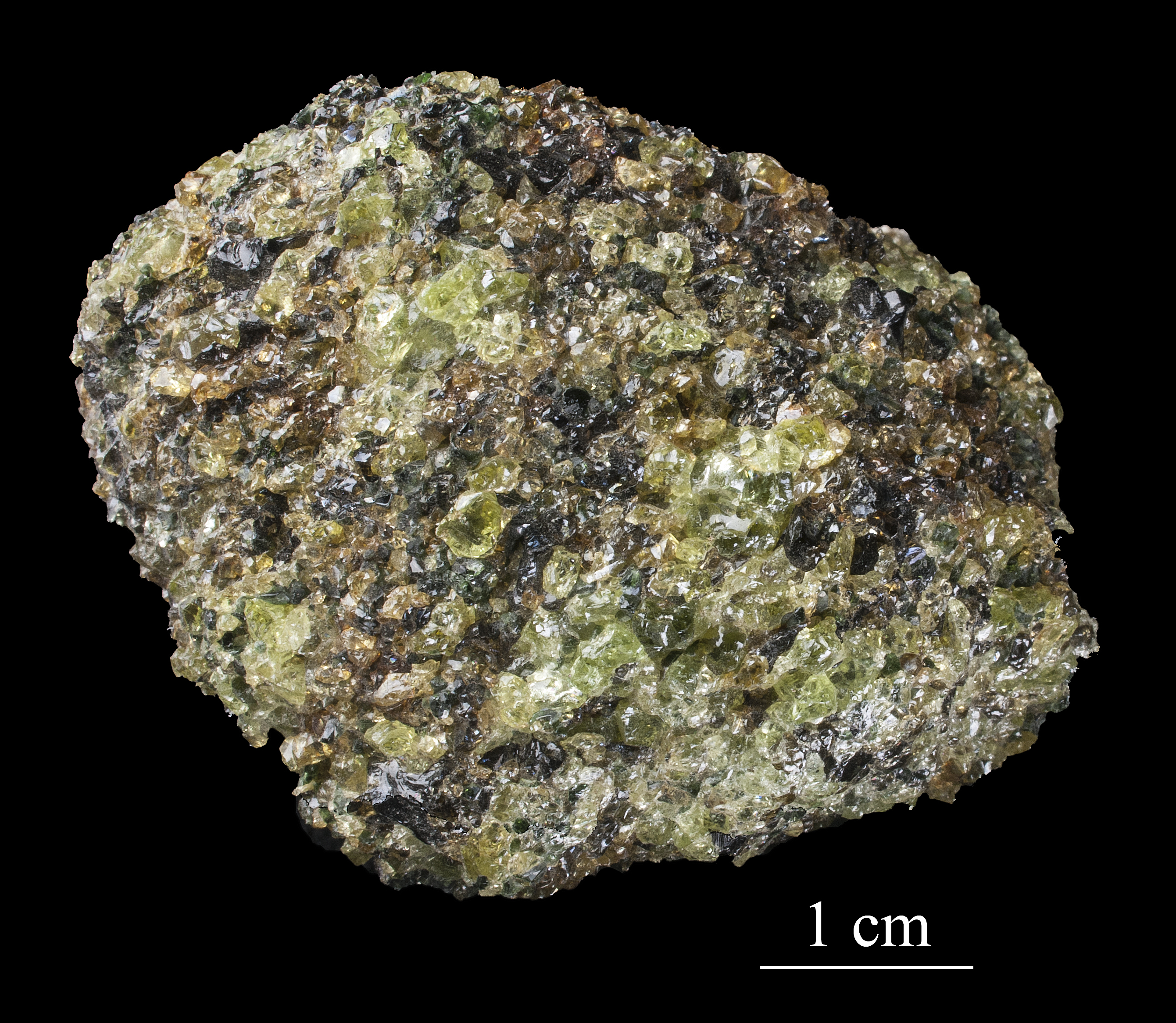

二輝橄欖岩(Lherzolite)為一種超基性火成岩，組成成份為40%至90%的橄欖石與較少（通常低於10%）的直輝石與斜輝石。二輝橄欖岩是組成地函的主要岩石種類之一，當地函深度不同時，會形成不同的兩個相：尖晶石質二輝橄欖岩(存在較淺深度的地函)與石榴石二輝橄欖岩(存在較深的地函)。在地表上，二輝橄欖岩可在蛇綠岩系的下段露頭中找到，代表地函物質成份；另外它也很常出現在基性或超基性噴出岩的捕獲岩中。